# Bahia Shehab
Bahia Shehab (em árabe: بهية شهاب; nascida em 1977) é uma artista multidisciplinar, designer, historiadora, diretora criativa, educador e ativista baseada no Cairo, Egito. Seu trabalho está preocupado com identidade e herança cultural e usa a história da arte islâmica e, em particular, a caligrafia islâmica e o design gráfico para explorar a política árabe contemporânea, o discurso feminista e as questões sociais.
Seu trabalho de orientação cultural preocupa-se em usar a história como um meio para entender melhor o presente e encontrar soluções para o futuro. Bahia Shehab está interessada nas maneiras pelas quais a arte pode ser empregada para a mudança social e explorou esse fenômeno por meio de sua obra de arte, que se baseia em temas socialmente carregados, como a identidade árabe e os direitos das mulheres. Sua pesquisa está amplamente voltada para a compreensão da escrita árabe, e muito de seu trabalho explora a caligrafia árabe tradicional e remodelada.
Ao imbuir as escritas tradicionais árabe e islâmica com mensagens políticas, ela usou a arte para explorar e interrogar para entender situações sociais e trazê-las para um público maior. Sua obra de arte apareceu pela primeira vez nas paredes do Cairo durante a revolução egípcia de 2011 e, desde então, tem sido exibida em exposições ao redor do mundo. Bahia Shehab recebeu vários prêmios por suas realizações. Em 2019, foi destaque no catálogo Polaris produzido pela Visual Collaborative, onde foi entrevistada ao lado de outros artistas de todo o mundo.

## Infância e educação
Bahia Shehab nasceu em 1977, no Líbano, e cresceu lá. Ela estudou design gráfico na Universidade Americana de Beirute, fez mestrado na Universidade Americana do Cairo e concluiu seu doutorado na Universidade de Leiden, na Holanda.

## Trabalho Educacional e Pesquisa
Academia: O Programa de Design Gráfico da AUC
Bahia Shehab começou a lecionar na American University no Cairo em 2010 e, em 2011, estabeleceu o programa de Design Gráfico no Departamento de Artes da Escola de Humanidades e Ciências Sociais da Universidade do Cairo (AUC). O programa foca na cultura visual do mundo árabe e incentiva os alunos a expandirem sua consciência da cultura visual árabe enquanto trabalham em vários projetos de design. Bahia Shehab incentiva seus alunos a fazerem uso de seus interesses enquanto desenvolvem seus trabalhos e enfatiza a necessidade de usar o design para resolver problemas. Ela ministrou mais de dezessete cursos sobre design.
Conferências e Simpósios
Bahia Shehab deu palestras internacionais sobre cultura visual árabe e design, educação em design e desenvolvimento curricular, direitos das mulheres, questões sociais e herança cultural islâmica.
Júris e conselhos
Bahia Shehab atua em vários conselhos editoriais, corporativos e sem fins lucrativos. Ela atuou localmente, regionalmente e internacionalmente em júris de design internacionais, por exemplo, para o 101º Prêmio Anual do Clube de Diretores de Arte de Nova York.

## Arte

### "Mil Vezes NÃO" e o Graffiti Político
Em 2010, a Fundação Khatt de Amsterdã convidou Bahia Shehab para produzir uma obra de arte para a exposição "O Futuro da Tradição", cujo objetivo era comemorar os 100 anos da arte islâmica na Europa após a exposição "Obras-primas da arte muçulmana" na Haus der Kunst em Munique, Alemanha. Seu projeto "A Thousand Times NO" foi uma instalação artística e um projeto de pesquisa que foi exposto em uma sala com curadoria de Huda Smitshuijzen Abifares, fundadora da Khatt Foundation, com outras artistas femininas do mundo árabe celebrando a escrita árabe. A mensagem principal era o simples "NÃO", de acordo com o ditado árabe, "Não e mil vezes não". Ela procurou mil designs diferentes de nãos árabes, encontrando-os em prédios, mesquitas, pratos, tecidos, cerâmica e livros, e de países como Espanha, China, Afeganistão e Irã - todos lugares onde o Islã prosperou em um ponto da história ou outro. Seus mil nãos foram originalmente exibidos na forma de uma cortina de acrílico na exposição Haus der Kunst. Ao lado desta instalação estava um livro, editado pela Khatt Foundation, onde ela reuniu todos os mil nãos em ordem cronológica, junto com os nomes dos lugares onde os encontrou, os meios que foram originalmente usados para escrevê-los e os patronos que foram responsáveis por encomendar as obras sobre as quais os nãos foram encontrados. Embora este projeto fosse uma forma de pesquisa visual histórica, durante o 25 de janeiro de 2011 no Egito, Bahia "libertou" esses mil nãos de suas associações históricas e ressignificou-os dentro dos eventos políticos da revolução, usando os diferentes estilos de "não" para protestar contra os acontecimentos atuais. Os exemplos incluem "não à queima de livros", "não a um novo faraó", "não ao despojamento do povo" e "não à morte de homens religiosos".

### Paisagem / paisagem sonora: 20 minaretes do mundo árabe
Outro projeto, "20 minaretes do mundo árabe", é um projeto cultural significativo que foi exibido no Museu de Arte Moderna Árabe Contemporânea da Louisiana, na Dinamarca. Neste projeto, Bahia Shehab tomou como ponto de partida o minarete, importante elemento da paisagem arquitetônica do mundo árabe, exibindo 20 minaretes do mundo árabe levando em consideração suas proporções, começando com o menor minarete, de Mogadíscio (capital da República da Somália), e terminando com o mais alto, de Abu Dhabi (capital dos Emirados Arabes Unidos). Ela também incluiu o minarete da Grande Mesquita de Aleppo, na Síria, mas aparece em ruínas, para representar o desastre cultural que ocorreu em 2013, quando o minarete foi bombardeado. Nesse projeto, Bahia Shehab estava preocupada em como a herança cultural árabe estava sendo fisicamente destruída por um lado e, por outro, como estava sendo atacada intelectualmente por nações ocidentais e rotulada como retrógrada e terrorista. Como parte da instalação, Bahia Shehab também incluiu o adhan (chamado à oração) na voz de uma mulher. Sua escolha foi inspirada na ideia de que é hora da voz feminina se erguer.

### Campanha Global de Intervenções nas Ruas
Desde 2016, Bahia Shehab trabalha em uma campanha global de intervenções nas ruas que envolve pintar citações do poeta e autor palestino Mahmoud Darwish nas paredes das ruas ao redor do mundo. Ela acredita que as palavras de Darwish são relevantes para a situação política em que nos encontramos hoje. As citações incluem "Fique na esquina de um sonho e lute" e "Eu tive um sonho que será e uma borboleta se encasulou nas prisões", em homenagem a Mahinoor Elmasry, que foi preso junto com inúmeros outros por se posicionar contra a injustiça no Egito. Outras citações incluem: "Não ao impossível", "Amaríamos a vida se tivéssemos acesso a ela", "Vou sonhar", "Quão grande é a ideia, quão pequeno é o estado", "Quem não tem terra tem sem mar", "Nesta terra há coisas pelas quais vale a pena viver", "Um dia seremos quem queremos ser, a viagem ainda não começou e a estrada não acabou" e "Meu povo voltará como ar e luz e água". O estilo com que essas citações são pintadas é amplamente abstrato e geométrico e usa formas simples como círculos, retângulos e triângulos. Sua arte de rua também foi inspirada em escritas árabes mais antigas. Até agora, ela pintou paredes no Canadá, França, Alemanha, Grécia, Japão, Líbano, Estados Unidos da América, Marrocos e Noruega. Suas paredes pintadas até 2017 foram publicadas em seu livro At the Corner of a Dream, publicado pela biblioteca Gingko, em Londres.

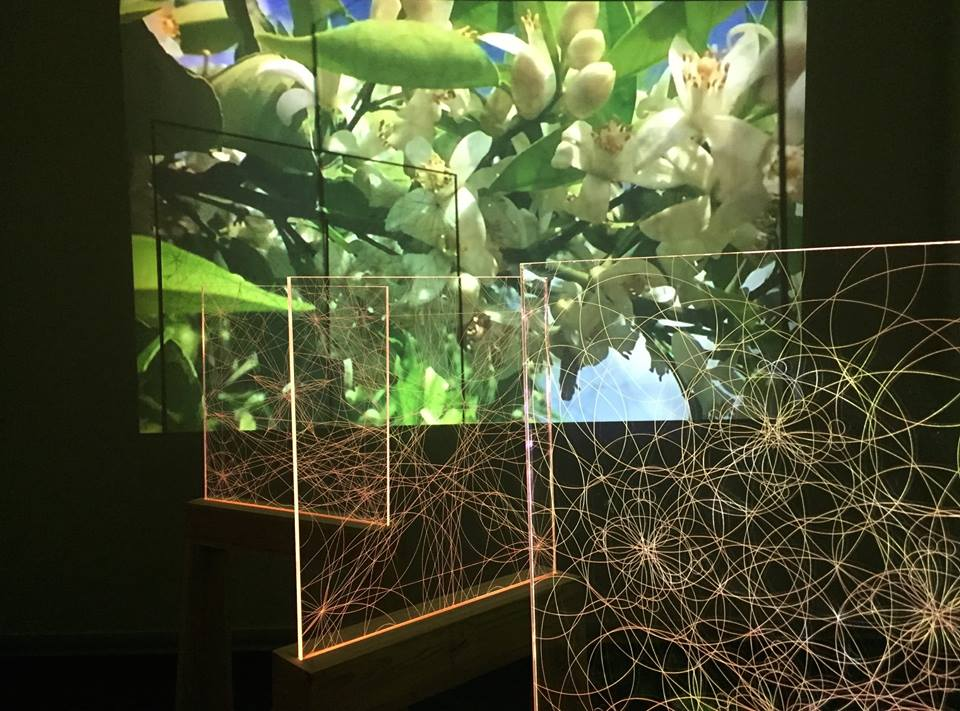
A Crônica das Flores

### As crônicas das flores
"The Chronicles of Flowers" foi exibido em Istambul, na Turquia, em 2017, documentando sua relação pessoal com as flores. As flores representam suas conexões significativas com as mulheres de sua vida, pois lhe deram a chance de entender melhor a si mesma e a sua sociedade. A exposição utilizou telas de plexiglass, projeções de vídeo e áudio e aromas de flores, permitindo ao público desfrutar de uma experiência multissensorial. Um livro, cuja narrativa começa com a Guerra Civil do Líbano na década de 1980 e termina em 2017 após a revolução no Egito, também contém a documentação de 77 flores e seu significado para o artista.

### Reflexões sobre Shangri La
Em 2018, Bahia concluiu uma residência artística no Shangri La Museum for Islamic Art, Design &amp; Culture em Honolulu, capital do estado do Havaí. Durante este período, ela estudou a coleção de arte islâmica de Doris Duke e usou suas descobertas como parte de uma exposição, "Reflexões sobre Shangri La", que abriu em 27 de setembro na Galeria Arts of Islam no Museu de Arte de Honolulu. Uma segunda parte de sua residência envolveu a criação de um mural de duas partes no Shangri La Museum. Baseado em um poema do poeta palestino Mahmoud Darwish, a estrofe - retratada em uma fonte criada por um artista de escrita cúfica foliada e pixelizada, com raízes em vez de vegetação - é um comentário específico do local sobre a terra colonizada.

## Reconhecimento e prêmios
- 2020 - Indicada ao Prêmio de Liderança Global Tällberg / Eliasson.[23]

- 2019 - Bellagio Residência.[24]
- 2019 - Bolsa Skoll.[25]

- 2016 - Prêmio UNESCO-Sharjah de Cultura Árabe.[26]
- 2016 - Prêmio Príncipe Claus.[27]
- 2016 - TED Fellow Sênior.[28]
- 2016 - Finalista do Prêmio Jameel.[29]
- 2015 - Distinguished Alumna – American University of Beirut.
- 2014 - 100 mulheres da BBC.[30]
- 2013 - 100 mulheres da BBC.[31]
- Bolsista TED 2012.[30]

## Filosofia
Em sua arte, Bahia Shehab sempre incorporou temas politicamente carregados. Seu trabalho está preocupado com questões de interesse político atual, como a guerra civil no Líbano a partir da década de 1980, a revolução que varreu o Egito em 2011 e os direitos dos presos políticos. Um elemento importante de sua obra de arte é sua preocupação com as mulheres e, embora isso assuma um escopo amplamente político no sentido de que a preocupação é frequentemente com os direitos das mulheres, como mulher, Bahia Shehab também se preocupa com a humanidade das mulheres. Por meio de sua arte, ela encoraja outras pessoas a se relacionarem com a vida das mulheres, por mais comuns que essas vidas possam parecer. Sua preocupação com a herança árabe a levou a prestar atenção às mulheres árabes e às questões atuais que tornam a conquista dos direitos das mulheres uma questão importante. Embora liderada por esforços de pesquisa significativos, muitos dos quais são acadêmicos, ela é capaz de empregar muito de sua arte para se relacionar com um público contemporâneo não acadêmico. 

## Publicações
- Bahia Shehab, Bahia, "Você pode esmagar as flores: uma memória visual da revolução egípcia", Biblioteca Gingko, 2021.[32]
- Bahia Shehab, Bahia e Nawar, Haytham, "A History of Arab Graphic Design", The American University in Cairo Press, 2019.[33]
- Bahia Shehab, Bahia, "Na Esquina de um Sonho: Uma Jornada de Revolução e Resistência: A Arte de Rua da Bahia Bahia Shehab", Biblioteca Gingko, 2019.[18]
- Bahia Shehab, Bahia, "Tradução Emocional", em Traduzindo Dissent: Vozes de e com a Revolução Egípcia, ed. Mona Baker, NY: Routledge, 2016, pp. 163–177[34]
- Bahia Shehab, Bahia, "A Thousand Times No", em No Gods, No Masters, No Peripheries: Global Anarchisms, Barry Maxwell & Raymond Craib eds., Michigan: PM Press, 2015, pp. 233–241.[35]
- Bahia Shehab, Bahia, Sonho de um Designer: Catálogo da Exposição Helmi el-Touni, Curso de Design Gráfico da AUC, 2014.
- Bahia Shehab, Bahia, "Landscape/Soundscape: 20 Minarets from the Arab World", In World Architecture, março de 2014.[36]
- Bahia Shehab, Bahia, "Alcorão Púlpito do Juiz Zaineddine Yahya, Mordomo do Sultão Jaqmaq", in Arab Contemporary - Architecture and Identity, Michael Juul Holm & Mette Marie Kallenhauge eds. Humlebæk: Louisiana Museum of Modern Art & Rosendahls, 2014, pp. 33–34.
- Bahia Shehab, Bahia, "Spraying NO", in Walls of Freedom, Basma Hamdy & Don Karl eds. Malta: From Here to Fame, 2014, pp. 117–119.
- Bahia Shehab, Bahia, "Diálogos Urbanos", in Posições - Árabe Worlt, Johannes Ebert et el. ed. Göttingen: Steidl-Verlag, 2013, pp. 274–278.
- Bahia Shehab, Bahia, "Faṭimid Kūfī Epigraphy on the Gates of Cairo: Between Royal Patronage and Civil Utility", em Caligrafia e Arquitetura no Mundo Muçulmano, Mohammad Gharipour & Irvin Cemil Schick eds. Edimburgo: Edinburgh University Press, 2013, pp. 275–289.[37]
- Bahia Shehab, Bahia, "Voices From the Region: Cairo as Mirror", in Geography: Realms, Regions and Concepts, autores Harm J. de Blij, Peter O. Muller & Jan Nijman, EUA: John Wiley & Sons, 2013, pp. 315.
- Bahia Shehab, Bahia, "GD 99: They Called Us the Harem", in Revolution/Evolution: Two Decades and Four Hundred Designers Later, Leila Musfy ed., Beirut: American University of Beirut Press, 2013, pp. 152–153.
- Bahia Shehab, Bahia, mil vezes não - Alif Lam-Alif: a história visual do Lam-Alif. Amsterdã: Khatt Books, 2011.[38]